# Skutíčko
Skutíčko je vesnice, klidná část města Skuteč v okrese Chrudim. Nachází se asi 2 km na západ od Skutče. Prochází zde silnice II/337. Na návsi je barokní kaple sv. Jana Nepomuckého se zvonem ve věžičce. Nad obcí je stráň s velkými kameny a krásným výhledem, z níž malíř Gustav Porš maloval panorama města Skutče. V blízkosti obce se dříve nacházelo uhlí, jeho těžba však nebyla nikdy zahájena, protože uhelná zásoba nebyla dostatečně vydatná.
V roce 2009 zde bylo evidováno 56 adres. V roce 2001 zde trvale žilo 124 obyvatel.
Skutíčko je také název katastrálního území o rozloze 2,89 km2.

## Obecní správa
V letech 1850–1869 k obci patřila Leštinka.